# جوش ستيوارت (لاعب كرة قدم أمريكية)
جوش ستيوارت (بالإنجليزية: Josh Stewart)‏ هو لاعب كرة قدم أمريكية أمريكي، ولد في 22 أكتوبر 1992 في دينتون في الولايات المتحدة.

## وصلات خارجية
- جوش ستيوارت على موقع مرجع كرة القدم المحترفة.كوم (الإنجليزية)